# Collegio uninominale Lombardia - 07 (2020)
Il collegio elettorale uninominale Lombardia - 07 è un collegio elettorale uninominale della Repubblica Italiana per l'elezione del Senato della Repubblica.

## Territorio
Come previsto dalla legge n. 51 del 27 maggio 2019, il collegio è stato definito tramite decreto legislativo all'interno della circoscrizione Lombardia.
È formato dal territorio di 182 comuni della provincia di Bergamo: Adrara San Martino, Adrara San Rocco, Albino, Algua, Almè, Almenno San Bartolomeo, Almenno San Salvatore, Alzano Lombardo, Ambivere, Ardesio, Averara, Aviatico, Azzano San Paolo, Azzone, Barzana, Bedulita, Berbenno, Bergamo, Berzo San Fermo, Bianzano, Blello, Bonate Sopra, Bonate Sotto, Borgo di Terzo, Bossico, Bottanuco, Bracca, Branzi, Brembate, Brembate di Sopra, Brumano, Calusco d'Adda, Camerata Cornello, Capizzone, Capriate San Gervasio, Caprino Bergamasco, Carobbio degli Angeli, Carona, Carvico, Casazza, Casnigo, Cassiglio, Castione della Presolana, Castro, Cazzano Sant'Andrea, Cenate Sopra, Cenate Sotto, Cene, Cerete, Chignolo d'Isola, Cisano Bergamasco, Clusone, Colere, Colzate, Corna Imagna, Cornalba, Costa Serina, Costa Valle Imagna, Costa Volpino, Credaro, Curno, Cusio, Dossena, Endine Gaiano, Entratico, Filago, Fino del Monte, Fiorano al Serio, Fonteno, Foppolo, Foresto Sparso, Fuipiano Valle Imagna, Gandellino, Gandino, Gandosso, Gaverina Terme, Gazzaniga, Gorlago, Gorle, Gorno, Grassobbio, Gromo, Grone, Isola di Fondra, Lallio, Leffe, Lenna, Locatello, Lovere, Luzzana, Madone, Mapello, Medolago, Mezzoldo, Moio de' Calvi, Monasterolo del Castello, Mozzo, Nembro, Olmo al Brembo, Oltre il Colle, Oltressenda Alta, Oneta, Onore, Orio al Serio, Ornica, Paladina, Palazzago, Parre, Parzanica, Pedrengo, Peia, Pianico, Piario, Piazza Brembana, Piazzatorre, Piazzolo, Ponte Nossa, Ponte San Pietro, Ponteranica, Pontida, Pradalunga, Predore, Premolo, Presezzo, Ranica, Ranzanico, Riva di Solto, Rogno, Roncobello, Roncola, Rota d'Imagna, Rovetta, San Giovanni Bianco, San Paolo d'Argon, San Pellegrino Terme, Santa Brigida, Sant'Omobono Terme, Sarnico, Scanzorosciate, Schilpario, Sedrina, Selvino, Seriate, Serina, Solto Collina, Solza, Songavazzo, Sorisole, Sotto il Monte Giovanni XXIII, Sovere, Spinone al Lago, Stezzano, Strozza, Suisio, Taleggio, Tavernola Bergamasca, Terno d'Isola, Torre Boldone, Torre de' Busi, Trescore Balneario, Treviolo, Ubiale Clanezzo, Val Brembilla, Valbondione, Valbrembo, Valgoglio, Valleve, Valnegra, Valtorta, Vedeseta, Vertova, Viadanica, Vigano San Martino, Vigolo, Villa d'Adda, Villa d'Almè, Villa di Serio, Villa d'Ogna, Villongo, Vilminore di Scalve, Zandobbio e Zogno.
Il collegio è parte del collegio plurinominale Lombardia - 03.

## Eletti
| Elezione | Elezione | Deputato       | Partito |
| -------- | -------- | -------------- | ------- |
|          | 2022     | Daisy Pirovano | Lega    |

## Dati elettorali

### XIX legislatura
Come previsto dalla legge elettorale, 74 senatori sono eletti con sistema a maggioranza relativa in altrettanti collegi uninominali a turno unico.
| Candidati                                 | Candidati                 | Voti    | %     | Liste                          | Voti    | %     |
| ----------------------------------------- | ------------------------- | ------- | ----- | ------------------------------ | ------- | ----- |
|                                           | Daisy Pirovano ✔️ Eletto  | 218 569 | 55,24 | Fratelli d'Italia              | 117 328 | 29,65 |
| Lega per Salvini Premier                  | Daisy Pirovano ✔️ Eletto  | 218 569 | 55,24 | 67 486                         | 17,06   |       |
| Forza Italia                              | Daisy Pirovano ✔️ Eletto  | 218 569 | 55,24 | 30 844                         | 7,80    |       |
| Noi moderati/Lupi - Toti - Brugnaro - UDC | Daisy Pirovano ✔️ Eletto  | 218 569 | 55,24 | 2 911                          | 0,74    |       |
|                                           | Giacomo Angeloni          | 95 586  | 24,16 | Partito Democratico-IDP        | 67 632  | 17,09 |
| Alleanza Verdi e Sinistra                 | Giacomo Angeloni          | 95 586  | 24,16 | 13 734                         | 3,47    |       |
| +Europa                                   | Giacomo Angeloni          | 95 586  | 24,16 | 13 070                         | 3,30    |       |
| Impegno Civico - Centro Democratico       | Giacomo Angeloni          | 95 586  | 24,16 | 1 150                          | 0,29    |       |
|                                           | Andrea Moltrasio          | 40 426  | 10,22 | Azione - Italia Viva - Calenda | 40 426  | 10,22 |
|                                           | Sabina Lupo               | 20 630  | 5,21  | Movimento 5 Stelle             | 20 630  | 5,21  |
|                                           | Leonardo Blasi            | 6 747   | 1,71  | Italexit                       | 6 747   | 1,71  |
|                                           | Serena Francesca Muratore | 4 866   | 1,23  | Vita                           | 4 866   | 1,23  |
|                                           | Paolo Bianchini           | 4 311   | 1,09  | Italia Sovrana e Popolare      | 4 311   | 1,09  |
|                                           | Dario Fratus              | 4 107   | 1,04  | Unione Popolare                | 4 107   | 1,04  |
|                                           | Elena Zoppi               | 434     | 0,11  | Noi di Centro – Europeisti     | 434     | 0,11  |
| Totale                                    | Totale                    | 395 676 | 100   |                                | 395 676 | 100   |
|                                           |                           |         |       |                                |         |       |
| Voti non validi                           | Voti non validi           | 17 360  | 4,20  |                                |         |       |
| Votanti                                   | Votanti                   | 413 036 | 73,47 |                                |         |       |
| Elettori                                  | Elettori                  | 562 148 |       |                                |         |       |